# Pultenaea laxiflora
Pultenaea laxiflora är en ärtväxtart som beskrevs av George Bentham. Pultenaea laxiflora ingår i släktet Pultenaea och familjen ärtväxter. Inga underarter finns listade i Catalogue of Life.